# Chajim Kohen-Meguri
Chajim Kohen-Meguri (hebrejsky חיים כהן-מגורי‎, 1. dubna 1913 – 10. června 2000) byl izraelský politik a poslanec Knesetu za strany Cherut a Gachal.

## Biografie
Narodil se v Jemenu. V roce 1921 přesídlil do dnešního Izraele. Vystudoval střední školu v Tel Avivu. Od roku 1935 byl členem židovských jednotek Irgun.

## Politická dráha
V roce 1927 vstoupil do mládežnického hnutí Bejtar. V roce 1948 vstoupil do strany Cherut. Byl členem jejího ústředního výboru a předsednictva. Zasedal v městské samosprávě města Netanja.
V izraelském parlamentu zasedl poprvé už po volbách v roce 1949, do nichž šel za Cherut. Nastoupil do parlamentního výboru House Committee, výboru pro veřejné služby a výboru práce. Mandát za Cherut obhájil ve volbách v roce 1951. Poslanecké křeslo ale získal až dodatečně, v červenci 1953, jako náhradník. Byl členem výboru práce a výboru pro záležitosti vnitra. Za Cherut úspěšně kandidoval i ve volbách v roce 1955. Byl členem výboru práce, výboru pro vzdělávání a kulturu a výboru pro záležitosti vnitra. Za Cherut uspěl i ve volbách v roce 1959. Zastával post člena výboru práce, výboru pro vzdělávání a kulturu a výboru pro veřejné služby. Znovu se v Knesetu objevil po volbách v roce 1961, kdy kandidoval opět za Cherut. V průběhu volebního období ale přešel do nové pravicové formace Gachal. Stal se členem výboru práce, výboru pro veřejné služby a výboru pro ekonomické záležitosti. Opětovně byl na kandidátce Gachal zvolen ve volbách v roce 1965. Byl členem výboru práce, výboru pro záležitosti vnitra, výboru pro ekonomické záležitosti a výboru pro Kneset. Ve volbách v roce 1969 poslanecký mandát neobhájil.